# Foglia oro

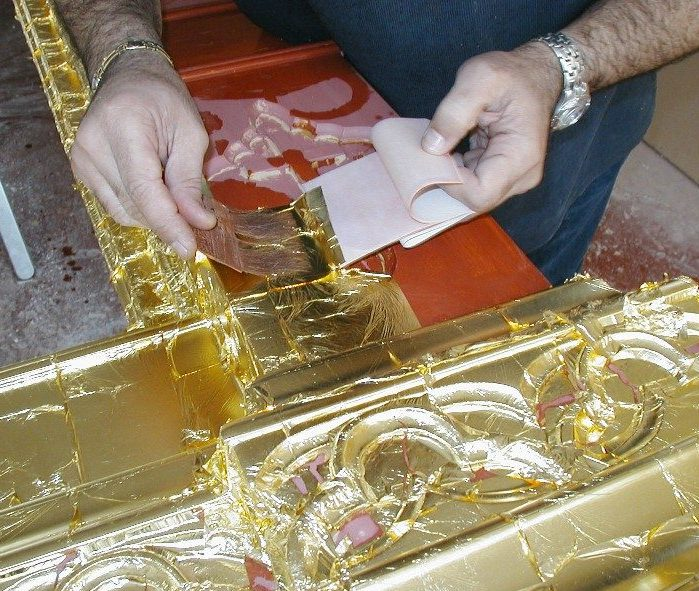
Applicazione della foglia oro su un supporto ligneo per mezzo di un pennello in pelo di vajo.

La foglia oro è un sottilissimo foglio d'oro, di solito da 22 carati, con vari tipi di leghe di oro o di oro falso (similoro o altra lega metallica imitazione) utilizzato per decorare le superfici (doratura).

## Processo produttivo
La produzione della foglia d'oro avviene per deformazione a caldo di oro ad elevata purezza con successiva battitura. Dalla laminatura di un lingotto d'oro si ottiene una lamina larga circa 60 mm, dallo spessore approssimativo di 0,3 mm. Questa lamina viene tagliata in quadrati di 60 mm di lato ed ogni pezzo così ricavato viene impilato alternativamente a fogli di carta. Ogni pila viene posizionata tra due strati di pelle animale e quindi sottoposta a 3-4 cicli di battitura fino ad ottenere lamine dello spessore richiesto.

## Metodi di applicazione
Vi sono due metodi di applicazione: un primo, più tradizionale, è il taglio oro libro a freddo; un secondo fa uso di tecniche di stampaggio a caldo con metodi ad effetto Laminazione oro o argento a specchio.

### Taglio oro libro
Il taglio oro libro, più tradizionale, è usato in legatoria ed anche per decorare superfici di metallo, legno e vetro. Esso richiede una notevole esperienza ed è eseguibile solo da persone qualificate.

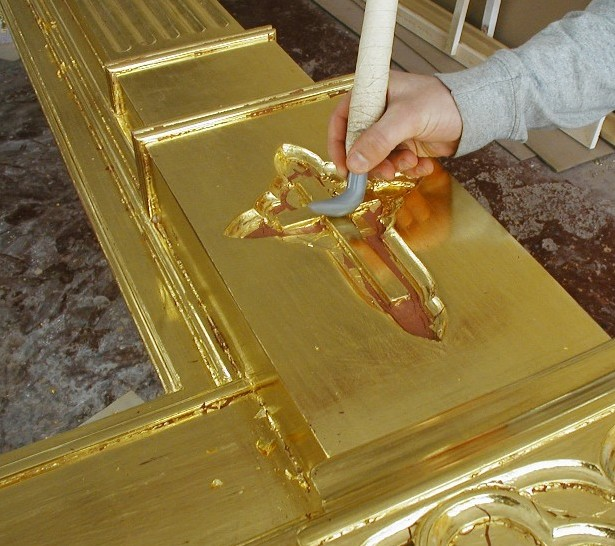
Una fase successiva del processo di applicazione della foglia oro: la lucidatura con un utensile di agata.

L'applicazione del taglio oro libro avviene con la sovrapposizione di colle o gessi, poi di argilla o albume d'uovo. Successivamente la foglia d'oro viene adagiata sull'oggetto da decorare e quindi lasciata riposare un paio di giorni. Si lucida infine con utensili di agata per donargli lucentezza, quindi viene protetto con vernici trasparenti.

### Stampa a caldo
L'altro metodo è più moderno ed è utilizzato nel campo grafico con la stampa con lamina a caldo in oro falso con simil foil con colori di derivazione non metallica. Si utilizza una pellicola di plastica che costituisce il supporto per l'effetto del colore simile alla foglia d'oro. Una volta scaldato il punzone in bronzo lo si preme sulla pellicola, e questa rilascia la mescola composta da colore imitazione all'oro e resine che viene usata per riprodurre fregi o scritte su copertine di libri, piani degli stampati cartacei o per labbratura, e in tal caso non servono vernici di protezione perché non possono ossidarsi essendo semplice colore imitazione alla lamina.